# Плюмен, Анж-Фредди
Анж-Фредди́ Плюме́н (фр. Ange-Freddy Plumain; 2 марта 1995, Париж, Франция) — французский и гваделупский футболист, полузащитник клуба «Неа Саламина» и сборной Гваделупы.

## Клубная карьера
Анже-Фредди начал заниматься футболом в любительском клубе «Сен-Дени Космос».
Затем выступал за молодежную команду «Ланса». На профессиональном уровне дебютировал за первую команду 5 октября 2012 в победном (1:0) поединке против «Ньора». Свой первый гол на профессиональном уровне отличился 29 октября 2012 против Клермона на стадионе «Боллар-Делелис». После великолепного первого сезона в Лиге 2 (20 игр, 1 гол) покинул клуб в конце сезона свободным агентом. «Ланс» отрицательно воспринял уход Анж-Фредди, подали в суд на английский клуб, игрока и его агента.
25 июля 2013 подписал 3-летний контракт с английским клубом «Фулхэм» с возможностью продлить соглашение еще на один год. Его первый матч за профессиональную команду «Фулхэма» состоялся 4 января 2014 г., заменив Александара Качаниклича в перерыве в матче Кубка Англии против «Норвич Сити». Однако, несмотря на еще одно появление в Кубке, оставался игроком резервной (U-21) команды и выступал в Лиге профессионального развития.
Летом 2015 года отдан в аренду «Ред Стар», только что перешедший в Лигу 2, на один сезон.
После окончания аренды у «Ред Стар» оставил «Фулхэм» свободным агентом. В июне 2016 года присоединился к «Седану». Летом 2017 года он присоединился к «Кевийи Руан», только что вышедшему в Лигу 2.
Затем он подписал контракт с израильским клубом «Хапоэль» (Хадера). Через шесть месяцев выкупленный примерно за 450 000 евро «Бейтар» (Иерусалим), где он провел два хороших сезона, даже номинировался на звание лучший иностранный игрок сезона в Израиле. В начале сезона 2020/21 годов присоединился к турецкому клубу «Самсунспор». После шести матчей и поединков 10 января 2021 года перешел в аренду в клуб «Вестерло» во втором дивизионе Бельгии.
25 января 2022 подписал 1,5-летний контракт с «Рухом» (Львов), где получил футболку с 11-м игровым номером.

## Карьера в сборной
Родился во Франции в семье выходцев из Гваделупы.
В 2010 году сыграл четыре матча за юношескую сборную Франции (U-16). Он дважды забил в ворота Норвегии во время своего второго матча в голубой майке. В 2013 году Плюмен также сыграл два матча за юношескую сборную Франции (U-18).
В 2022 году дебютировал за сборную Гваделупы.